# Chorisepalum psychotrioides
Chorisepalum psychotrioides är en gentianaväxtart som beskrevs av Joseph Andorfer Ewan. Chorisepalum psychotrioides ingår i släktet Chorisepalum och familjen gentianaväxter. Utöver nominatformen finns också underarten C. p. acuminatum.